# Matelea riparia
Matelea riparia är en oleanderväxtart som beskrevs av G. Morillo. Matelea riparia ingår i släktet Matelea och familjen oleanderväxter. Inga underarter finns listade i Catalogue of Life.